# Neoseiulus scapilatus
Neoseiulus scapilatus är en spindeldjursart som först beskrevs av van der Merwe 1965.  Neoseiulus scapilatus ingår i släktet Neoseiulus och familjen Phytoseiidae. Inga underarter finns listade i Catalogue of Life.